# Gunung Mulu
Der Gunung Mulu ist mit 2377 m der zweithöchste Berg des Bundesstaats Sarawak auf Borneo in Malaysia. 
Um diesen Berg aus Sandstein liegt der Gunung-Mulu-Nationalpark mit seiner Karstlandschaft, bekannt durch das riesige Höhlensystem. Es zählt zu den größten der Welt. Clearwater Cave z. B. ist ein riesiges, ca. 108 km langes Tunnelsystem mit einem unterirdischen Fluss und Gängen, die bis zu 355 m in die Tiefe reichen. Der Park wurde im Jahr 2000 von der UNESCO zum Weltnaturerbe erklärt und ist mit seinen knapp 540 km² der größte Nationalpark von Sarawak.
Der britische Naturforscher Spenser St. John versuchte 1857 erstmals die Besteigung des Berges, die jedoch mehrfach misslang. Erst in den 1920er-Jahren fand der Einheimische Tama Nilong einen Weg über den Südwestgrat. 1932 erreichte unter seiner Führung eine Gruppe britischer Forscher der Universität Oxford den Gipfel. 1935 wurde eine Forschungsstation eingerichtet.
Heute ist die Besteigung des Berges eine beliebte mehrtägige Trekkingtour, wobei immer noch die Route des Erstbesteigers verwendet wird.
Für die Einheimischen war der Mulu ein Sitz von Berggeistern.